# Viszeralchirurgie
Die Viszeralchirurgie (von lateinisch viscera = „Eingeweide“) ist die „Chirurgie des Bauchraumes und der Bauchwand, der endokrinen Drüsen und der Weichteile einschließlich Transplantation“. Sie umfasst als Abdominalchirurgie (Bauchchirurgie) die operative Behandlung der Bauch-Organe, d. h. des gesamten Verdauungstraktes einschließlich der Speiseröhre, des Magens, des Dünn- und Dickdarmes, des Enddarmes, der Leber, der Gallenblase, der Bauchspeicheldrüse und der Milz. Weiterhin zählen die operative Behandlung der Schilddrüse und der Nebenschilddrüse sowie die Behandlung von Eingeweidebrüchen und die Transplantation von Bauchhöhlenorganen wie Leber, Niere, Bauchspeicheldrüse und Dünndarm zur Viszeralchirurgie. Viszeralchirurgische Erkrankungen sind unter anderem akute Verletzungen, Tumoren, Entzündungen und Fehlbildungen der genannten Organe. 
Im 21. Jahrhundert setzt sich in immer mehr Bereichen der Viszeralchirurgie die minimalinvasive Chirurgie und insbesondere die laparoskopische Chirurgie durch. 
Nach der deutschen Muster-Weiterbildungsordnung von 2018 unterscheidet man zwischen den Facharztweiterbildungen Allgemeinchirurgie und Viszeralchirurgie. Die gemeinsame medizinische Fachgesellschaft ist die Deutsche Gesellschaft für Allgemein- und Viszeralchirurgie.

## Facharzt-Weiterbildung
Um in Deutschland als Facharzt für Viszeralchirurgie (Viszeralchirurgin/Viszeralchirurg) tätig werden zu können, muss nach dem Abschluss eines Medizinstudiums und erteilter Approbation als Arzt eine mindestens 72 Monate dauernde Weiterbildung im Gebiet Chirurgie, davon 48 Monate in Viszeralchirurgie, mit Erfolg absolviert worden sein.  Die Berechtigung zur Führung einer Facharzt-, Schwerpunkt- oder Zusatzbezeichnung wird nach einer mündlichen Prüfung von der zuständigen Landesärztekammer erteilt.

## Geschichte
Erste Darmresektionen erfolgten im 18. Jahrhundert, zur Entfernung von Darmkrebs dann erstmals im Jahr 1833 durch Jean-François Reybard in Lyon. Zu den Pionieren der Viszeralchirurgie zählt Theodor Billroth, der 1881 mit der ersten Magenresektion die Magendarmchirurgie begründete. Sieben Jahre zuvor schrieb der berühmte Londoner Chirurg John Erichsen noch: „Die Eingeweide werden dem klugen und menschlich empfindenden Chirurgen für immer verschlossen bleiben“.